# ブール素イデアル定理
数学において、ブール素イデアル定理（ブールそイデアルていり、Boolean prime ideal theorem）とはブール代数のイデアルは素イデアルに拡張できるという定理である。集合上のフィルターに関するこの定理の変形は、超フィルターの補題として知られている。他の定理は、適切なイデアルの概念、例えば環と（環論の）素イデアル、分配束や（順序理論での）極大イデアルなど、異なる数学的構造を考慮することで得られる。この記事では順序理論の素イデアル定理に焦点を当てる。
さまざまな素イデアル定理は単純で直感的に見えるかもしれないが、選択公理なしのツェルメロ＝フレンケル集合論（略称ZF）の公理から一般に導くことはできない。代わりに、選択公理（AC）と等価であることが判明したものもあれば、例えばブール素イデアル定理など、ACよりも厳密に弱い性質を表すものもある。ZFとZF + AC(ZFC)の中間的な地位にあるため、ブール素イデアル定理は集合論の公理としてしばしば取り上げられる。この追加的な公理を指すために、BPIや（ブール代数に対する）PITという略語が使われることがある。

## 各種素イデアル定理
順序イデアルとは、（空でない）上に有向な下方集合のことである。この記事内のように、考察される半順序集合 (poset) が二項上限（すなわち結び）を持つ場合、これは等価的に、二項上限に対して閉じている非空下方集合Iとして特徴づけられる。(すなわち、{\displaystyle x,y\in I} ならば {\displaystyle x\vee y\in I})である。イデアル I が素イデアル (prime) であるとは、その poset 内での補集合がフィルターであることである。(すなわち、{\displaystyle x\wedge y\in I} ならば {\displaystyle x\in I} または {\displaystyle y\in I})。イデアルが真のイデアル (proper) であるとは、それが poset そのものでないことである。
歴史的には、後の素イデアル定理に関連する最初の言明は、実際には、フィルターすなわち双対順序に関してのイデアルである部分集合についてのものだった。
超フィルターの補題は、集合上の全てのフィルターは、ある極大な（真の）フィルター、つまり超フィルターの中に含まれるというものである。
集合上のフィルターはその冪集合のブール代数の真なフィルターである。この特殊な場合、極大フィルター（すなわち、どの真なフィルターの厳密な部分集合でもないフィルター）と素フィルター（すなわち、X と Y の和を要素にもつなら X か Y を要素に持つフィルター）は一致する。
この文の双対により、冪集合の全てのイデアルは素イデアルに含まれることが保証される。
上記の声明は、様々な一般化された素イデアル定理につながった、これらの定理には弱いものと強いものがある。
弱い素イデアル定理は、あるクラスのすべての非自明な代数は少なくとも一つの素イデアルを持つというものである。
これに対して、強い素イデアル定理では、与えられたフィルターに交わらないイデアルは全て、そのフィルターから交わらない素イデアルに拡張できることが要求される。
poset でない代数の場合は、フィルターの代わりに別の部分構造を用いる。
これらの定理の多くは、実は等価であることが知られており、"PIT" が成り立つという主張は、通常、ブール代数の対応する主張（BPI）が成り立つというように受け取られる。
同様の定理の別のバリエーションは、素イデアルを極大イデアルに置き換えることで得られる。対応する極大イデアル定理 (MIT) は、常にではないが、PIT に相当するものよりも強いことが多い。

## ブール素イデアル定理
ブール素イデアル定理はブール代数に対する強い素イデアル定理である。すなわち正式には:
Bをブール代数とし、Iをそのイデアル、Fをそのフィルターとし、それらが互いに交わらないとする。このとき、IはFと交わらないBの素イデアルに含まれる。
ブール代数の弱い素イデアル定理は、簡単に言うとこうなる:
ブール代数は素イデアルを持つ。
これらのステートメントを強BPIと弱BPIと呼ぶ。この2つは等価であり、強BPIは弱BPIを明らかに含意するが、逆の含意は適切な商代数で弱BPIを使うことによって素イデアルを求めることで証明できる。
BPIはさまざまな方法で表すことができる。そのために、以下の定理に注意する:
ブール代数 B のイデアル I について以下のことは同値である: 
- I は素イデアルである。
- I は極大イデアルである、すなわち真のイデアル J が I を含んでいるなら I = J である。
- B の任意の要素 a について、I は {a, ¬a} のうちちょうど一つを要素に持つ。

この定理はブール代数のよく知られた事実である。この双対は素フィルターと超フィルターの等価性を証明する。最後の性質は実際には自己双対であり、Iがイデアルであるという事前の仮定が完全な特徴づけを与えるだけであることに注意されたい。この定理に含まれる全ての含意はZFで証明できる。
従って、ブール代数の（強い）極大イデアル定理（MIT）はBPIと等価である:
B をブール代数とし、その中で I をイデアルとし、F をフィルターとし、それらは交わらないものとする。このとき、I は B のある F と交わらない極大イデアルに含まれる。
単に F から分離していることに関して極大であるだけでなく、「大域的な」極大性が必要であることに注意しよう。しかし、この変形はBPIの別の等価な特徴をもたらす:
B をブール代数とし、その中で I をイデアルとし、F をフィルターとし、それらは交わらないものとする。このとき、I は B のある F と交わらないようなものの中で極大なイデアルに含まれる。
この言明がBPIと等価であることは、次の定理に注目することで容易に証明できる: 任意の分配束 L に対して、あるイデアル Iが、与えられたフィルター F に交わらない全てのイデアルの中で極大であるならば、I は素イデアルである。この定理は ZF で証明できる。任意のブール代数は分配束なので、これは求めていた含意を示す。
以上の記述はすべて等価であることが容易にわかる。
さらに進んで、ブール代数の双対順序が元のブール代数そのものであることを利用することもできる。
従って、前者の全ての言明の等価な双対を取ると、ブール代数に等しく適用される、イデアルのすべての出現がフィルターで置き換えられる多くの定理に行き着く。
注目すべきは、対象となるブール代数が部分集合関係で順序づけられた冪集合である特別な場合、"極大フィルター定理"は超フィルターの補題と呼ばれることである。
まとめると、ブール代数の場合、弱・強のMIT、弱・強のPIT、またイデアルの代わりにフィルターを用いたこれらの言明は全て等価である。
これらの言明は全て選択公理 AC の帰結である (簡単な証明にはツォルンの補題の形で利用する) ことが知られているが、ZF が無矛盾である限り、ZF では証明できない。
しかし、BPIは選択公理より厳密には弱く、その証明はJ. D. HalpernとAzriel Lévyによるもので、自明ではない。

## さらなる素イデアル定理
上の節でブール代数について論じた典型的な性質は、分配束やハイティング代数のような、より一般的な束にも容易に適用できる。
しかし、これらの場合、極大イデアルは素イデアルとは異なり、PITとMITの関係は明らかではない。
実際、分配束のMIT、さらにはハイティング代数のMITは選択公理と等価であることが判明している。
一方、分配束の強PITはBPI（ブール代数のMITとPIT）と等価であることが知られている。
従って、この言明は選択公理よりも厳密に弱い。
さらに、ハイティング代数は自己双対ではないので、イデアルの代わりにフィルターを用いると異なる定理が得られる。
意外なことに、ハイティング代数の双対に対するMITはBPIより強くないので、前述のハイティング代数のMITとはかなり対照的である。
最後に、素イデアル定理は他の（順序論的ではない）抽象代数にも存在する。
例えば、環のMITは選択公理を導く。
このような状況では、順序論的な用語である"フィルター"を他の概念で置き換える必要があり、環では"積閉集合"が適切である。

## 超フィルターの補題
集合 X 上のフィルターとは、X の空でない部分集合の集まりで、有限交叉と上位集合を取る操作の下で閉じているものである。超フィルターは極大フィルターのことである。
超フィルターの補題は集合 X 上のフィルターは X 上のある超フィルターの部分集合であるという言明である。
超フィルターが有限集合を要素に持たないとき、"非単項" ("non-principal") であるという。
超フィルターの補題、特に非単項超フィルター（補有限集合全てからなるフィルターを考える）の存在は、ツォルンの補題から証明できる。
超フィルターの補題はブール素イデアル定理と等価であり、その等価性は選択公理なしでZF集合論で証明可能である。
証明の背後にある考え方は、任意の集合の部分集合は包含によって半順序付けられたブール代数をなし、任意のブール代数はストーンの表現定理によって集合の代数として表現可能であるということである。
もし集合Xが有限ならば、超フィルターの補題はZFの公理から証明できる。これは無限集合ではもはや成り立たず、追加の公理を仮定しなければならない。
ツォルンの補題、選択公理、チコノフの定理は全て超フィルターの補題を証明するために使うことができる。
超フィルターの補題は選択公理よりも厳密に弱い。
超フィルターの補題はトポロジーにおいて多くの応用を持っている。超フィルターの補題はハーン–バナッハの定理やアレクサンダーの準開基定理の証明に使える。

## 応用
直観的には、ブール素イデアル定理は、全てのイデアルを極大イデアルに拡張できるという意味でブール代数には"十分な"多さの素イデアルが存在することを述べている。
このことは、ストーン双対性の特別な場合であるブール代数におけるストーンの表現定理を証明するために実際的に重要である。この定理では、全ての素イデアルからなる集合にあるトポロジーを与えて、そのデータから元のブール代数を（同型の違いを除いて）取り戻すことができる。
さらに、応用においては、素イデアルを扱うか、素フィルターを扱うかを自由に選択できることがわかる。というのも全てのイデアルは、その要素の補元全体からなるフィルターを一意に決定するためである。どちらのアプローチも文献に見られるものである。
選択公理に依存しているとよく言われる一般位相幾何学の他の多くの定理は、実際にはBPIと等価である。
例えば、コンパクトなハウスドルフ空間の積がコンパクトであるという定理はBPIと等価である。
"ハウスドルフ性"を省けば、完全な選択公理と等価なチコノフの定理が得られる。
グラフ理論では、ド・ブラン・エルデシュの定理もBPIと等価である。
これは、与えられた無限グラフが、どのようなグラフ彩色においても少なくともある有限色数 k を必要とする場合、そのグラフは同じく k 色を必要とする有限部分グラフを持つというものである。
ブール素イデアル定理のあまり知られていない応用例として、不可測集合の存在がある（通常与えられる例は、選択公理を必要とするヴィタリ集合である）。このことと、BPIが選択公理より厳密に弱いという事実から、不可測集合の存在は選択公理より厳密に弱いということになる。
線形代数学では、ブール素イデアル定理を用いて、与えられたベクトル空間の任意の2つの基底が同じ濃度を持つことを証明することができる。